# Alep Skieltajaureh
Alep Skieltajaureh är en sjö i Jokkmokks kommun i Lappland och ingår i Luleälvens huvudavrinningsområde. Sjön har en area på 1,05 kvadratkilometer och ligger 647 meter över havet. Alep Skieltajaureh ligger i Pärlälvens fjällurskog Natura 2000-område. Sjön avvattnas av vattendraget Skieltajåkkå.

## Delavrinningsområde
Alep Skieltajaureh ingår i det delavrinningsområde (740430-159533) som SMHI kallar för Utloppet av Alep Skieltajaureh. Medelhöjden är 702 meter över havet och ytan är 15,45 kvadratkilometer. Räknas de 8 avrinningsområdena uppströms in blir den ackumulerade arean 102,5 kvadratkilometer. Skieltajåkkå som avvattnar avrinningsområdet har biflödesordning 4, vilket innebär att vattnet flödar genom totalt 4 vattendrag innan det når havet efter 301 kilometer. Avrinningsområdet består mestadels av skog (62 procent), sankmarker (18 procent) och kalfjäll (14 procent). Avrinningsområdet har 1,06 kvadratkilometer vattenytor vilket ger det en sjöprocent på 6,8 procent.